# Jacques-Henri Bernardin de Saint-Pierre
Jacques-Henri Bernardin de Saint-Pierre (19. ledna 1737 Le Havre – 21. ledna 1814 Éragny) byl francouzský spisovatel, cestovatel a přírodovědec, představitel preromantismu. Jeho nejznámějším dílem je román Paul a Virginie.

## Život
Už ve dvanácti letech navštívil Martinik se svým strýcem, který byl námořním kapitánem. Absolvoval jezuitskou školu v Caen a pak získal titul inženýra na pařížské École nationale des ponts et chaussées. Nastoupil k armádě a zúčastnil se sedmileté války, nedokázal se však přizpůsobit vojenské disciplíně a dal přednost dobrodružnému životu; procestoval většinu Evropy, v Rusku se pokoušel založit utopickou komunu, v letech 1768–1771 působil jako projektant na ostrově Mauricius, odkud byl vypovězen jak pro konflikty s nadřízenými, tak proto, že kvůli studiu exotické vegetace zanedbával služební povinnosti.
Po návratu z cest se usadil ve Francii a snažil se uživit psaním, navštěvoval salón madame Julie de Lespinasse. Ačkoli byl původně věřícím katolíkem, stal se obdivovatelem Jeana-Jacquese Rousseaua a vyznavačem kultu Nejvyšší bytosti. V duchu osvícenství a romantismu vznikla i jeho kniha Paul a Virginie, inspirovaná Robinsonem Crusoe i autorovou nešťastnou láskou k manželce botanika a politika Pierra Poivrea a popisující zrod milostného vztahu mezi chlapcem a dívkou, vyrůstajícími na opuštěném tropickém ostrově. Sentimentálně laděný román rezonoval s dobovými náladami hlásajícími návrat k přírodě a stal se bestsellerem, byl překládán do řady světových jazyků. Jean-François Le Sueur a po něm Victor Massé podle něj napsal stejnojmennou operu, Prosper d’Epinay vytvořil sousoší obou milenců, známý je také obraz Pharamonda Blancharda. Také Honoré de Balzac nebo Gustave Flaubert ve svých knihách zmiňují Pavla a Virginii jako symbol nezkažené lásky.
Dalšími významnými díly Saint-Pierra jsou cestopis Voyage à l’Île de France, obraz ideální společnosti v knize L'Arcadie a rozsáhlý spis Etudes de la Nature, kde podává svoji představu přírodního řádu. Zastával funkci ředitele pařížské botanické zahrady, v roce 1795 byl jmenován členem Institut de France a roku 1803 se stal akademikem. Byl členem radikální Společnosti přátel pravdy, patřil také k prvním propagátorům vegetariánství.
Byla po něm pojmenována francouzská výzkumná námořní loď.

## České vydání
- Pavel a Virginie – Indická chatrč – Suratská kavárna. Vladimír Orel, Praha 1931.